# Willem de Clercq
Willem de Clercq (Amsterdam, 15 januari 1795 – aldaar, 4 februari 1844) was secretaris (1824-1831) en later directeur (vanaf 1831) van de in 1824 opgerichte Nederlandsche Handel-Maatschappij (NHM), de voorganger in rechte lijn van de Algemene Bank Nederland. Daarnaast is hij bekend als dichter en als voorman van Réveil in Nederland.

## Handelaar in graan
Willem de Clercq stamde uit een gegoede doopsgezinde Amsterdamse familie, handelend in graan. Reeds in 1801 begon hij aantekeningen te maken die resulteren in een dagboek van 36.000 bladzijden dichtbeschreven papier. Aanvankelijk was het de bedoeling dat hij tot predikant zou worden opgeleid, maar hij werd opgenomen in de zaak, en leerde daarvoor Duits, Frans en Grieks. Vanwege de conscriptie werd hij echter op reis gestuurd. Eind 1813 ontstaat er paniek op de beurs als Napoleon Bonaparte het onderspit delft. Deze gebeurtenissen heeft Willem de Clercq in zijn dagboek beschreven, aanvankelijk in het Frans, later in het Nederlands.
In 1816 reisde hij per koets naar Sint-Petersburg en deed verslag van het landschap en het sociale en culturele leven in de Noord-Duitse en Baltische havensteden, enkele jaren nadat Napoleon was verslagen en verre reizen weer mogelijk waren geworden. Na het plotselinge overlijden van zijn vader Gerrit de Clercq kwam hij in 1817 aan de leiding te staan van het familiebedrijf. Tijdens de graancrisis rond 1820 kwam de firma in een diepe crisis terecht, waar zij nooit meer helemaal bovenop kwam.

## Jodendom en Christendom
Juist in die tijd kwam De Clercq in contact met de joodse dichter Isaäc da Costa. Samen met Willem Bilderdijk, Abraham Capadose, Guillaume Groen van Prinsterer, Samuel Iperusz Wiselius en anderen hoorden zij tot de voormannen van het Réveil.

## Nederlandsche Handel-Maatschappij
Toen in 1824 de Nederlandsche Handel-Maatschappij werd opgericht verliet De Clercq het zinkende familiebedrijf om secretaris van het nieuwe bedrijf te worden. Daarvoor vestigde hij zich in Den Haag. Daar begon hij te kerken bij de Waals-hervormden. Toen de NHM in 1831 werd overgeplaatst naar Amsterdam, ging hij officieel over van de Doopsgezinde Gemeente naar de Waals Hervormde Gemeente. Cruciaal daarbij was dat hij uit overtuiging koos voor de kinderdoop in plaats van de volwassenendoop.

## Wereldmijding
In zijn laatste jaren kwam De Clercq losser van Da Costa te staan en kwam hij steeds meer onder invloed van Hermann Friedrich Kohlbrugge. Onder diens invloed trok hij zich steeds meer terug uit het maatschappelijke en culturele leven. Hij koos steeds vaker voor wereldmijding, terwijl Da Costa in diezelfde tijd juist steeds actiever werd in het openbare leven. De Clercq overleed plotseling, na maanden waarin hij een steeds depressievere indruk maakte. Sommige historici hebben beweerd dat dat de schuld was van Kohlbrugge, die hem zou hebben overheerst. Anderen hebben het geweten aan De Clercqs idealistische en emotionele karakter.

## Letterkundige
Als dichter was hij vooral bekend om zijn improvisaties. Hij kon zonder voorbereiding minutenlang een gedicht voordragen dat hij ter plekke bedacht. Willem de Clercq was de auteur van de eerste studie in vergelijkende literatuurgeschiedenis, Verhandeling van den heer Willem de Clercq ter beantwoording van de vraag: welken invloed heeft vreemde letterkunde, inzonderheid de Italiaansche, Spaansche, Fransche en Duitsche, gehad op de Nederlandsche Taal- en letterkunde, sints het begin der vijftiende eeuw tot op onze dagen? (1824). Dit werk werd met een gouden erepenning bekroond door het Koninklijk-Nederlandsche Instituut van Wetenschappen, Letterkunde en Schoone Kunsten, de toenmalige naam van de Koninklijke Nederlandse Akademie van Wetenschappen.

## Invloed
Als directeur van de NHM heeft hij veel invloed gehad op het ontstaan van de textielindustrie in Twente. Hij werd beïnvloed door Thomas Ainsworth, betrokken bij het ontstaan van het dorp Nijverdal. Bij zijn werk liet hij zich leiden door zijn geloof. Zo wilde hij bijvoorbeeld liever kleinschalige nijverheid dan grote fabrieken, omdat hij vond dat fabrieken schadelijk waren voor de geestelijke toestand van de arbeiders. Verder was hij er een voorstander van dat de NHM haar orders evenredig over zo veel mogelijk producenten verdeelde in plaats van dat zij ging voor de laagste prijs. 

In Amsterdam is een straat naar hem vernoemd, evenals in verschillende Twentse plaatsen zoals Nijverdal.

## Familie
De Clercq trouwde op 29 juli 1818 met Caroline Boissevain (1799-1879). Ze kregen meerdere kinderen, van wie Gerrit de Clercq bekend geworden is als redacteur van De Gids.
Nog altijd is het mogelijk om De Clercq goed te leren kennen. Hij heeft een gigantisch dagboek nagelaten, waarin hij uitgebreid verslag gedaan heeft van wat er door de jaren heen in hem omging. Delen daarvan zijn gepubliceerd.